# Origo gentis Langobardorum

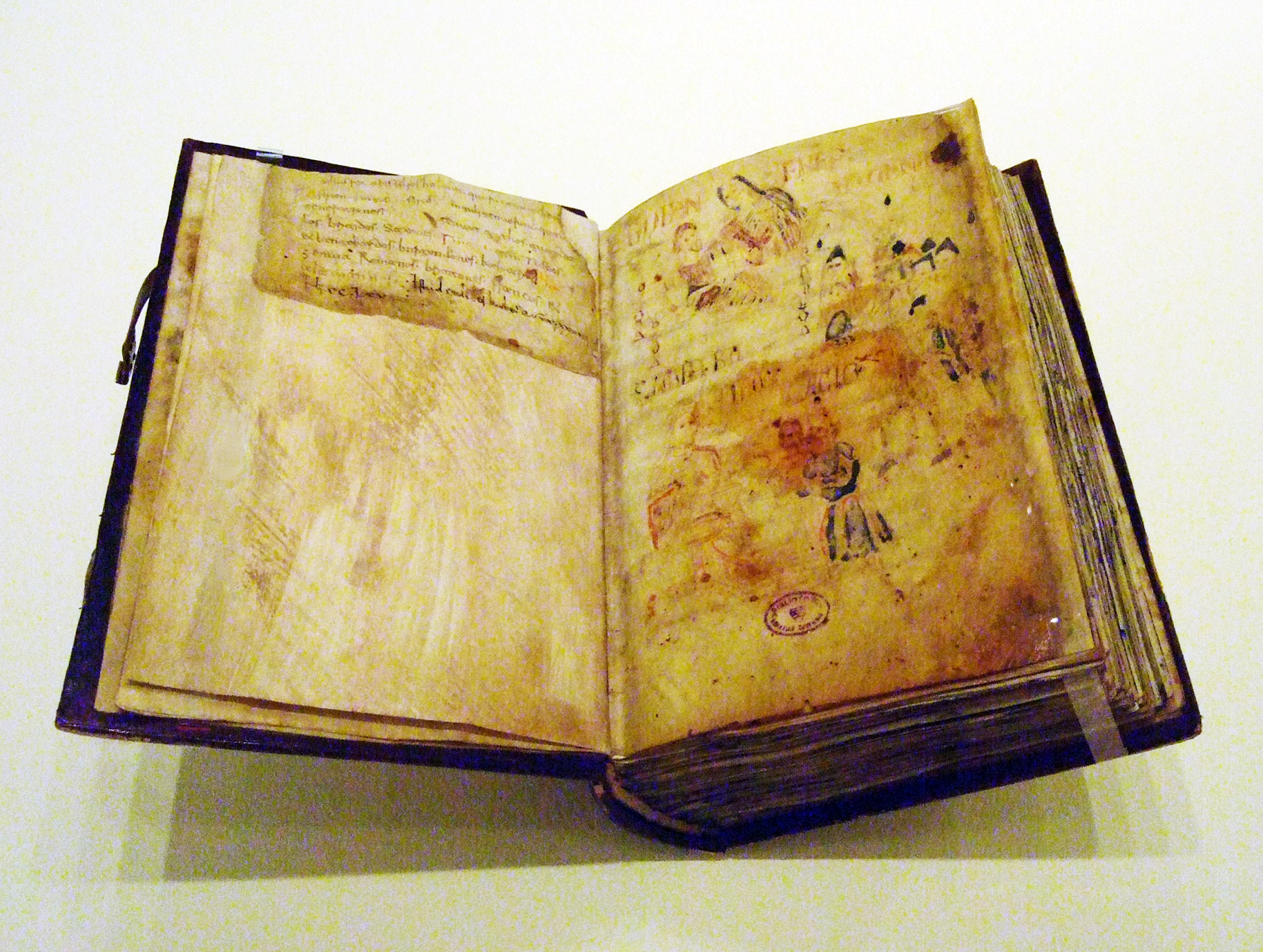
Origo gentis Langobardorum, manoscritto dell'XI secolo (Salerno)

L'Origo Gentis Langobardorum è un breve testo del VII secolo che tramanda la storia dei Longobardi, dalla loro leggendaria origine fino al secondo regno di Pertarito (o Bertarido, 672-688). Esso è contenuto in tre manoscritti, riportanti le cosiddette Leges Langobardorum e conservati a:
- Modena, Biblioteca Capitolare 0.I.2 (IX secolo)
- Cava de' Tirreni, Archivio della Badia di Cava 4, (inizi del IX secolo)
- Madrid, Biblioteca Nacional 413 (inizi dell'XI secolo)

La leggenda è riassunta anche nella Historia Langobardorum di Paolo Diacono, che la qualifica come "fiaba ridicola".

## Edizioni
- (LA) Origo gentis Langobardorum, edente Georgio Waitz, in  Monumenta Germaniae Historica inde ab anno Christi quingentesimo usque ad annum millesimum et quingentesimum. Scriptores rerum Langobardicarum et Italicarum saec. VI-IX, Hannoverae, impensis bibliopolii Hahniani, 1878,  pp. 1-6.
- (LA, IT) Origo gentis Langobardorum, introduzione, testo critico, commento a cura di Annalisa Bracciotti, Roma, Herder editrice e libreria, 1998, ISBN 88-85876-32-3.